# Каден Каннінґем
Каден Каннінґем (англ. Caden Cunningham, нар. 7 травня 2003, Гаддерсфілд, Англія) — британський тхеквондист, срібний призер Олімпійських ігор 2024 року, чемпіон Європи та Європейських ігор.

## Виступи на Олімпіадах
| Олімпіада  | Дисципліна  | Місце |
| ---------- | ----------- | ----- |
| Париж 2024 | понад 80 кг | 2     |